# یواس‌اس جیننت (اس‌پی-۱۴۹)
یواس‌اس جیننت (اس‌پی-۱۴۹) (به انگلیسی: USS Jeannette (SP-149)) یک کشتی بود که طول آن ۴۹ فوت (۱۵ متر) بود. این کشتی در سال ۱۹۰۵ ساخته شد.